# Hans Demiani
Hans Heinrich Demiani (geboren am 11. Juli 1857 in Leipzig; gestorben am 24. Februar 1911 in Bozen, Südtirol) war ein deutscher Beamter (königlich-sächsischer Geheimer Regierungsrat), Jurist und Zinnsammler. Er war Mitglied und vortragender Rat der Generaldirektion der Königlichen Sammlungen für Kunst und Wissenschaft in Dresden und Mitglied auf Zeit im Leipziger Museum für Völkerkunde.

## Leben
Demiani war ein Sohn des Kaufmanns Johann Heinrich Demiani (27. November 1829 – 2. Mai 1864) und dessen Frau Pauline Armgard Gertrud (geborene Dufour-Feronce; 12. Februar 1834 – 17. Mai 1913), eine Tochter des Bankiers Albert Dufour-Féronce (1798–1861). Sein Vater war gemeinsam mit dem Onkel Christian Heinrich Demiani (1794–1865) Mitinhaber der Seidenwarenhandlung S. G. Schletter. Er besuchte zunächst das Vitztumsche Gymnasium und studierte anschließend Rechtswissenschaften an der Universität Leipzig und in Berlin. Er promovierte zum Doktor der Rechte und trat nach der üblichen Vorbereitungszeit in die innere Verwaltung des Königreichs Sachsen ein. Seit 1888 gehörte er der Amtshauptmannschaft, dann der Kreishauptmannschaft Leipzig an, wo er 1895 zum Regierungsrat ernannt wurde. Er war danach in der Kreishauptmannschaft Bautzen und ab 1902 als Oberregierungsrat in Dresden tätig, ehe er in die Generaldirektion der Königlichen Sammlungen berufen wurde. Bereits in seiner Studienzeit hatte er sich intensiv mit Kunstgeschichte und Geschichte beschäftigt und war während seiner Behördenlaufbahn in Leipzig auch, als Melchior zur Strassen verstorben war, als Leiter des Kunstgewerbemuseums aktiv, wofür er vom Leipziger Kunstgewerbeverein zum Ehrenmitglied ernannt wurde.
Demiani war ein bedeutender Förderer der sächsischen Kunstpflege und betätigte sich auch als Kunsthistoriker und hielt zahlreiche Vorträge. Er trug im Laufe der Zeit eine ansehnliche Sammlung von Gegenständen aus Edelzinn zusammen. Seine Studien führten 1897 zu dem Werk über die Zinngießer François Briot (1550–1616) und Caspar Enderlein (1560–1633). Diese Abhandlung widmete er dem Prinzen Georg von Sachsen, der ein Förderer des Königlich Sächsischen Alterthumsvereins war.
Für das Leipziger Kunstgewerbemuseum zeigte Demiani ein großes Interesse, was sich dadurch äußerte, dass er diesem die Einrichtung des Empirezimmers aus dem Romanusschen Haus in Leipzig überließ. Demiani wurde 1909 zum zweiten Vortragenden Rat in der Generaldirektion der Sammlungen für Kunst und Wissenschaft ernannt und war zudem Mitarbeiter des Allgemeinen Lexikons der bildenden Künstler von der Antike bis zur Gegenwart. Er war seit 1879 in leitender Funktion an allen größeren retrospektiven Kunstausstellungen in Sachsen beteiligt, darunter die Ausstellungen in den Jahren 1904, 1906 und 1908 in Dresden.
Er starb auf einem Erholungsurlaub in Italien. Die Angaben zum genauen Todestag liegen zwischen dem 24. und 26. Februar 1911. Er wurde auf dem Johannisfriedhof in Leipzig beigesetzt. Nach seinem Tod kam seine Sammlung an das Kunstgewerbemuseum Dresden und wurde im November 1911 als ganzes in einer Ausstellung gezeigt.

## Auszeichnungen (Auswahl)
Porträtfoto mit allen Orden:
- 1895: Ritterkreuz I. Klasse des königlich-sächsischen Albrechts-Ordens mit Kriegsdekoration
- 1906: Königlich-spanischer Orden de Isabel la Católica mit Stern
- 1909: Ritterkreuz I. Klasse des königlich-sächsischen Zivilverdienstordens

## Schriften (Auswahl)
- François Briot, Caspar Enderlein und das Edelzinn. K. W. Hiersemann, Leipzig 1897 (Textarchiv – Internet Archive).
- Eine bisher unbekannte Arbeit von Melchior Horchaimer. In: Kunst und Kunsthandwerk. Monatsschrift herausgegeben vom Österreichischen Museum für Kunst und Industrie. 1898, S. 82–89 (Textarchiv – Internet Archive).
- Darf man die Mars-Schüssel und die zu ihr gehörige Kanne François Briot zuschreiben? In: Repertorium für Kunstwissenschaft. Band 22, 1899, ISSN 0259-7063, S. 306–314 (digizeitschriften.de).
- Eine neu entdeckte Arbeit von Caspar Enderlein? In: Zeitschrift für bildende Kunst. Neue Folge 10, 1899, S. 205 ff.
- Sächsisches Edelzinn. In: Hubert Ermisch (Hrsg.): Neues Archiv für Sächsische Geschichte und Altertumskunde. Band 25. Wilhelm Baensch, Dresden 1904, S. l–30. und 305–314 (Textarchiv – Internet Archive).
- Neues über altes Edelzinn. In: Dresdner Jahrbuch. Beiträge zur bildenden Kunst. Baensch, Dresden 1905, S. 55–63.
- Die Benutzung von Plaketten bei sächsischem Edelzinn. In: Mitteilungen aus den sächsischen Kunstsammlungen. 1. Jahrgang. Breitkopf & Härtel, Leipzig 1910, S. 77–81, doi:10.11588/DIGLIT.62156 (digi.ub.uni-heidelberg.de).